# Jarosław Antoniuk
Jarosław Antoniuk (ur. 23 marca 1963 w Hajnówce) – teatrolog, reżyser, autor opracowań i sztuk dla dzieci i młodzieży, animator kultury, manager. Od 1994 roku dyrektor Teatru Lalki i Aktora w Łomży oraz Międzynarodowego Festiwalu Teatralnego Walizka.

## Życiorys
Jest absolwentem Państwowego Studium Kulturalno-Oświatowego w Ciechanowie (1985-1987), wydziału Wiedzy o Teatrze Akademii Teatralnej w Warszawie (1988-1992) oraz Podyplomowych Studiów Managerskich Szkoły Głównej Handlowej w Warszawie (2010-2011). W latach 1995–2002 wybudował pierwszy w historii Łomży budynek teatralny, którego otwarcie miało miejsce 27 marca 2002 roku. Od 1994 roku jest również dyrektorem Międzynarodowego Festiwalu Teatralnego Walizka, który to na przestrzeni kilkunastu lat stał się ważnym i cenionym festiwalem teatralnym nie tylko w kraju, ale i na świecie. Festiwal odbywa się co roku i skupia teatry portatywne, do tej pory festiwal gościł zespoły teatralne z ponad 50 krajów świata.

## Działalność artystyczna
Antoniuk współpracuje z wieloma teatrami z kraju i zagranicy. Jest promotorem teatru zza wschodniej granicy w Polsce, promuje polski teatr na Bałkanach, uczestniczy w seminariach w kraju i za granicą. Jest również jurorem festiwali zagranicznych. Tworzy spektakle, które cieszą się popularnością i uznaniem widzów w kraju i za granicą. Wcześniej zajmował się teatrem alternatywnym oraz performance. Zadebiutował na scenie repertuarowej w 1996 roku spektaklem Dziejba leśna (Bolesław Leśmian). Widowisko cztery lata późnej otworzyło Festiwal Kraków 2000. Tworzy teatr poetycki, często oniryczny, w którym dziecko jest podmiotem. Jest również inicjatorem edukacji estetycznej dzieci i młodzieży pt. Poznajemy teatr, którą to placówka realizuje od początku jego dyrekcji.
W większości spektakli akcentowana jest egzystencja i destrukcja współczesnego świata w zetknięciu z rzeczywistością. Współpracuje z wieloma znakomitymi twórcami z kraju i zagranicy, tworząc teatr dla dzieci, młodzieży, jak i dorosłych. Jest reżyserem około 50 spektakli teatralnych. Do ważniejszych można zaliczyć Burzliwe życie Lejzorka Rojtszwańca (Ilja Erenburg), Madejowe łoże (Jarosław Antoniuk), Sklep z zabawkami (Alexandru Popescu), Czerwony Kapturek (Jan Brzechwa), Kominiarczyk (Jarosław Antoniuk), Szczęśliwy Książę (na podstawie Oscar Wilde’a), Kopciuszek (Jan Brzechwa), Magiczny sklep (na podstawie Herbert George Wells), Baśń o Rycerzu bez konia (Marta Guśniowska), czy Proces (Franz Kafka).
Wyreżyserował ponad 20 spektakli za granicą m.in. w Grodnie, Omsku, Mostarze, Kragujevacu, Banja Luce, Madrycie, Nowym Sadzie, Belgradzie i Podgoricy. Za zrealizowane spektakle otrzymał nagrody indywidualne za reżyserię i Grand Prix. Jest laureatem nagród resortowych, samorządowych oraz społecznych m.in. brązowym medalem „Zasłużony Kulturze Gloria Artis”.

## Twórczość
Od kilkunastu lat tworzy spektakle, które cieszą się popularnością i uznaniem widzów w kraju i zagranicą. Wcześniej zajmował się teatrem alternatywnym oraz performance art. Jego pierwszy performance „Time release” można było zobaczyć w galeriach oraz przy okazji festiwali teatralnych. Debiut na scenie repertuarowej miał miejsce w 1996 roku „Dziejbą leśną” B. Leśmiana. Widowisko cztery lata późnej otworzyło Festiwal Kraków 2000 w programie poetyckim. Tworzy teatr poetycki, często oniryczny, w którym dziecko jest podmiotem. W większości spektakli akcentowana jest egzystencja i destrukcja współczesnego świata, w zetknięciu z rzeczywistością. Współpracuje z wieloma znakomitymi twórcami z kraju i zagranicy, tworząc teatr dla dzieci, młodzieży, jak i dorosłych. Jest reżyserem około 30 spektakli teatralnych. Do ważniejszych można zaliczyć „Burzliwe życie Lejzorka Rojtszwańca” I. Erenburga (2004), „Madejowe łoże” J. Antoniuk (1999), „Sklep z zabawkami” A. Popescu (2001), „Czerwony kapturek” J. Brzechwy (2006), „Kominiarczyk” J. Antoniuk (2005), „Szczęśliwy książę” na podstawie O. Wilde’a, czy „Kopciuszek” (2010) J. Brzechwy. Wyreżyserował ponad 10 spektakli za granicą min.: Grodnie, Omsku, Mostarze, Kragujevacu, Banja Luce, Madrycie, Nowym Sadzie, Belgradzie.

## Nagrody i wyróżnienia
- Nagroda Wojewody Łomżyńskiego /1991/
- Atest – świadectwo jakości i wysokiego poziomu artystycznego, przyznawane przez Polski Ośrodek ASSITEJ, dla przedstawienia „Sklep z zabawkami” Aleksandru Popescu w Teatrze Lalki i Aktora w Łomży /2002/
- Nagroda Marszałka Województwa Podlaskiego w dziedzinie twórczości artystycznej /2002/
- Zagrzeb (Chorwacja) – 38. Międzynarodowy Festiwal Teatralny PIF – Nagroda dla najlepszego spektaklu dla dzieci – za przedstawienie „Karius i Baktus” w Lutkarsko Kazaliste w Mostarze (Bośnia i Hercegowina) /2005/
- Banja Luka (Bośnia i Hercegowina) – VI Międzynarodowy Festiwal Teatrów dla Dzieci – Grand Prix dla Teatru Lalki i Aktora w Łomży za przedstawienie „Czerwony Kapturek” /2007/
- Wyróżnienie za twórcze upowszechnianie kultury teatralnej w XVIII Konkursie o Nagrodę i Medal Zygmunta Glogera /2007/
- Wyróżnienie i dyplom uznania Ministra Kultury i Dziedzictwa Narodowego za szczególne zasługi w upowszechnianiu teatru /2007/
- Subotica (Serbia) – XV Międzynarodowy Festiwal Teatralny – nagroda za reżyserię przedstawienia „Czerwony Kapturek” /2008/
- Kragujevac – Festiwal Teatralny – Grand Prix dla przedstawienia „Czerwony Kapturek” z Teatru Lalki i Aktora w Łomży /2008/
- Kragujevac (Serbia)- Międzynarodowy Festiwal Teatralny – II nagroda dla przedstawienia „Sklep z zabawkami” /2009/
- Sarajewo (Bośnia i Hercegowina) – Międzynarodowy Festiwal Teatrów Lalek dla Dzieci LUT Fest – Grand Prix dla spektaklu i nagroda indywidualna za reżyserię – „Czerwony Kapturek” /2009/
- Bugojno – Bałkański Festiwal Teatralny – nagroda za ruch sceniczny w przedstawieniu „Love Guignol” /2010/
- Banja Luka (Bośnia i Hercegowina) – Międzynarodowy Festiwal Teatralny – Grand Prix dla przedstawienia „Szczęśliwy książę” w Teatrze Lalki i Aktora w Łomży

## Odznaczenia
- Krzyż Kawalerski Orderu Odrodzenia Polski (2023)[1].
- Medal „Zasłużony dla Republiki Krymskiej” (2001)
- Odznaka honorowa „Zasłużony dla Kultury Polskiej” (2006)[2]
- Brązowy Medal „Zasłużony Kulturze Gloria Artis” (2012)[3]
- Srebrny Medal „Zasłużony Kulturze Gloria Artis” (2022)[3]